# Horisme simulans
Horisme simulans är en fjärilsart som beskrevs av Butler 1879. Horisme simulans ingår i släktet Horisme och familjen mätare. Inga underarter finns listade i Catalogue of Life.